# Финска на Европском првенству у атлетици у дворани 1972.
Финска је учествовала на 3. Европском првенству у дворани 1972 одржаном у Греноблу, Француска, 11. и 12. марта. Репрезентацију Финске у њеном  трећем учешћу на европским првенствима у дворани представљало је шест спортиста (6 мушкараца и једна жена) који су се такмичио у 6 дисциплина (5. мушких и 1. женска).
Најуспешнији тачмичар био је скакач мотком Анти Калуиомеки освајач бронзане медаље.
На једном бронзаном медаљом Финска је у укупном пласману делила 13. место са Аустријом од 14 земаља које су на овом првенству освојиле медаље, односно 23 земље учеснице.
У табели успешности (према броју и пласману такмичара који су учествовали у финалним такмичењима (првих 8 такмичара) Финска је са четири учесника у финалу заузела 13 место са 12 бодова  од 23 земље учеснице, односно све учеснице имале су представнике у финалу.
| Плас. | Земља  | 1. место | 2. место | 3. место | 4. место | 5. место | 6. место | 7. место | 8. место | Бр. финал. - Бод. |
| ----- | ------ | -------- | -------- | -------- | -------- | -------- | -------- | -------- | -------- | ----------------- |
| 12.   | Финска | −        | −        | 1 − 6    | −        | 1 − 4    | 1 − 3    | 1 − 2    | −        | 4 − 15            |

## Учесници
| Бр. | Дисциплина   | Мушкарци                   | Жене          | Укупно |
| --- | ------------ | -------------------------- | ------------- | ------ |
| 1.  | 50 м         | Раимо Вилен Ерик Густафсон | Тула Раутанен | 3      |
| 2.  | Скок увис    | Аско Песонен               |               | 1      |
| 3.  | Скок мотком  | Анти Калуиомеки            |               | 1      |
| 4.  | Скок удаљ    | Реијо Тоивонен             |               | 1      |
| 5.  | Бацање кугле | Сепо Симола                |               | 1      |
|     | Укупно (5)   | 6                          | 1             | 7      |

## Освајачи медаља
- Бронза

1. Анти Калиомеки  — мотка

## Резултати

### Мушкарци
| Атлетичар      | Дисциплина   | Лични рекорд | Квалификације | Квалификације | Полуфинале | Полуфинале | Финале               | Финале   | Детаљи |
| Атлетичар      | Дисциплина   | Лични рекорд | Резултат      | Место         | Резултат   | Место      | Резултат             | Место    | Детаљи |
| -------------- | ------------ | ------------ | ------------- | ------------- | ---------- | ---------- | -------------------- | -------- | ------ |
| Раимо Вилен    | 50 м         |              | 5,88          | 2. у гр 2 КВ  | 5,82 НРд   | 3. у пф. 1 | 5,93                 | 5. / 15  |        |
| Ерик Густафсон | 50 м         |              | 6,02 ЛРд      | 4. у гр 1 КВ  | 6,05       | 6 у пф 2   | Није се квалификовао | 11. /15. |        |
| Аско Песонен   | скок увис    |              |               |               |            |            | 2,17 ЛРд             | 6. / 15  |        |
| Анти Калиомеки | скок мотком  |              | 5,30          |               |            |            |                      |          |        |
| Реијо Тоивонен | скок удаљ    |              | БП            | БП            |            |            |                      |          |        |
| Сепо Симола    | бацање кугле |              | 18.97 ЛРд     | 6./10         |            |            |                      |          |        |

## Биланс медаља Финске после 3. Европског првенства у дворани 1970—1972.
|     | ЕП     |   |   |   |   | УП    |
| 1.  | 1970.  | 0 | 0 | 1 | 1 | = 12  |
| 2.  | 1971.  | 0 | 0 | 0 | 0 | = 16. |
| 3.  | 1972.  | 0 | 0 | 1 | 1 | = 13. |
| 1-3 | Укупно | 0 | 0 | 2 | 2 | = 17. |
| --- | ------ | - | - | - | - | ----- |

|                                        | ЕП                                     |                                        |                                        |                                        |                                        |                                        |
| Није било вишеструких освајача медаља. | Није било вишеструких освајача медаља. | Није било вишеструких освајача медаља. | Није било вишеструких освајача медаља. | Није било вишеструких освајача медаља. | Није било вишеструких освајача медаља. | Није било вишеструких освајача медаља. |
| -------------------------------------- | -------------------------------------- | -------------------------------------- | -------------------------------------- | -------------------------------------- | -------------------------------------- | -------------------------------------- |

## Фински освајачи медаља после 3. Европског првенства 1970—1972.
|    | Атлетичар/ка   | м | ж | ЕП       | Дисциплина |   |   |   |   |
| -- | -------------- | - | - | -------- | ---------- | - | - | - | - |
| 1. | Јарко Тапола   | м |   | 1970.    | 60 м       |   |   |   | 1 |
| 2. | Анти Калиомеки | м |   | 1972.    | мотка      |   |   |   | 1 |
|    | Укупно         | 2 | 0 | 1970—72. |            | 0 | 0 | 2 | 2 |